# Rathaus (metropolitana di Amburgo)
Rathaus è una fermata della metropolitana di Amburgo, sulla linea U3, aperta nel 1913. Oggi, sono presente connessione per la stazione di Jungfernstieg.